# Paratlepolemoides spiniscapus
Paratlepolemoides spiniscapus là một loài bọ cánh cứng trong họ Cerambycidae.